# Skoplau
Skoplau ist seit 2011 ein Ortsteil der Stadt Colditz im Landkreis Leipzig in Sachsen, zuvor war der Ort ein Ortsteil von Zschadraß.

## Lage und Erreichbarkeit
Skoplau liegt ca. 6 km nordöstlich der Stadt Colditz. Nach einem Erdrutsch wurde 1978 die durch den Ort führende Staatsstraße 44 gesperrt, seitdem existierte keine direkte Straßenverbindung zwischen Colditz und dem Ortsteil Skoplau mehr. Über den Colditzer Ortsteil Podelwitz ist Skoplau über einen Umweg zu erreichen. Mitte 2013 wurde der Teil der S 44 zwischen dem Abzweig nach Podelwitz und der Ortslage Skoplau grundhaft ausgebaut. Der Teil zwischen dem Ortsausgang in Richtung Colditz und dem Abzweig der Kreisstraße K 8394 nach Meuselwitz war allerdings weitere zweieinhalb Jahre lang nicht befahrbar, weil aufgrund von Untergrundbewegungen weitere Sicherungsmaßnahmen ergriffen werden mussten. Dieser Abschnitt wurde am 11. Dezember 2015 nach über 37 Jahren Sperrung wiedereröffnet.

## Geschichte
Als Siedlung wurde Skoplau erstmals 1265 unter dem Namen Zcopolowe in Urkunden erwähnt. Am 1. Juli 1950 wurde Skoplau nach Commichau eingemeindet. Mit seinen 35 Einwohnern zählt Skoplau zu den kleinsten Ortsteilen der Stadt Colditz.